# Digital Songs
 (février 2022).
La mise en forme du texte ne suit pas les recommandations de Wikipédia : il faut le « wikifier ».
Les points d'amélioration suivants sont les cas les plus fréquents :
- Les titres sont pré-formatés par le logiciel. Ils ne sont ni en capitales, ni en gras.
- Le texte ne doit pas être écrit en capitales (les noms de famille non plus), ni en gras, ni en italique, ni en « petit »…
- Le gras n'est utilisé que pour surligner le titre de l'article dans l'introduction, une seule fois.
- L'italique est rarement utilisé : mots en langue étrangère, titres d'œuvres, noms de bateaux, etc.
- Les citations ne sont pas en italique mais en corps de texte normal. Elles sont entourées par des guillemets français : « et ».
- Les listes à puces sont à éviter, des paragraphes rédigés étant largement préférés. Les tableaux sont à réserver à la présentation de données structurées (résultats, etc.).
- Les appels de note de bas de page (petits chiffres en exposant, introduits par l'outil «  Source ») sont à placer entre la fin de phrase et le point final[comme ça].
- Les liens internes (vers d'autres articles de Wikipédia) sont à choisir avec parcimonie. Créez des liens vers des articles approfondissant le sujet. Les termes génériques sans rapport avec le sujet sont à éviter, ainsi que les répétitions de liens vers un même terme.
- Les liens externes sont à placer uniquement dans une section « Liens externes », à la fin de l'article. Ces liens sont à choisir avec parcimonie suivant les règles définies. Si un lien sert de source à l'article, son insertion dans le texte est à faire par les notes de bas de page.
- La présentation des références doit suivre les conventions bibliographiques. Il est recommandé d'utiliser les modèles {{Ouvrage}}, {{Chapitre}}, {{Article}}, {{Lien web}} et/ou {{Bibliographie}}. Le mode d'édition visuel peut mettre en forme automatiquement les références.
- Insérer une infobox (cadre d'informations à droite) n'est pas obligatoire pour parachever la mise en page.

Pour une aide détaillée, merci de consulter Aide:Wikification.
Si vous pensez que ces points ont été résolus, vous pouvez retirer ce bandeau et améliorer la mise en forme d'un autre article.
Le classement Digital Songs ou Digital Song Sales (anciennement appelé Hot Digital Songs) classe les chansons numériques les plus vendues aux États-Unis, tel que compilé par Nielsen Soundscan et publié par le magazine Billboard. Bien qu'il ait commencé à suivre les ventes de chansons la semaine du 30 octobre 2004, il a fait ses débuts officiels dans le numéro du 22 janvier 2005, et a fusionné toutes les versions d'une chanson vendues par les distributeurs de musique numérique. Ses données ont été intégrées au Hot 100 trois semaines plus tard. Depuis octobre 2004, les ventes numériques ont été intégrées dans de nombreux classements de singles musicaux du Billboard. La décision a été prise en raison de l'augmentation spectaculaire du marché numérique alors que les ventes de singles en format physique devenaient négligeables.

## Disques de chansons

Billboard logo

### Chansons avec le plus grand nombre de semaines à la première place des ventes

#### 17 semaines
Luis Fonsi and Daddy Yankee featuring Justin Bieber- Despacito (2017)

## Top 10 des chansons vendues et  téléchargés sur une seule semaine
1. Adele - "Hello" (1 112 000) 14 novembre 2015
2. Flo Rida - "Right Round" (636 000) 28 février 2009
3. Adele - "Hello" (635 000) 21 novembre 2015
4. Taylor Swift - " We Are Never Ever Getting Back Together " (623 000) 1er septembre 2012
5. Kesha - "Tik Tok" (610 000) 9 janvier 2010
6. Taylor Swift - "I Knew You Were Trouble" (582 000) 12 janvier 2013
7. Bruno Mars - "Grenade" (559 000) 8 janvier 2011
8. Katy Perry - "Roar" (557 000) 31 août 2013
9. Taylor Swift - " Shake It Off " (544 000) 6 septembre 2014
10. Gotye featuring Kimbra - "Somebody That I Used to Know" (542 000) 28 avril 2012

## Meilleures ventes en première semaine
1. Adele - "Hello" (1 112 000) 14 novembre 2015
2. Flo Rida - "Right Round" (636 000) 28 février 2009
3. Taylor Swift - "We Are Never Ever Getting Back Together" (623 000) 1er septembre 2012
4. Katy Perry - " Roar " (557 000) 31 août 2013
5. Taylor Swift - "Shake It Off" (544 000) 6 septembre 2014
6. Justin Bieber - " Boyfriend " (521 000) 14 avril 2012
7. Maroon 5 featuring Wiz Khalifa - "Payphone" (493 000) 5 mai 2012
8. The Black Eyed Peas - "Boom Boom Pow" (465 000) 18 avril 2009
9. Lady Gaga - "Born This Way" (448 000) 26 février 2011
10. Ariana Grande featuring Iggy Azalea - "Problem" (438 000) 17 mai 2014

## Plus grand saut vers le numéro un
66-1 : will.i.am et Britney Spears - "Scream & Shout" (15 décembre 2012)
57-1 : Zac Efron, Vanessa Hudgens et Drew Seeley - "Breaking Free" (11 février 2006)
50-1 : Taio Cruz featuring Ludacris - "Break Your Heart" (20 mars 2010)
50-1 : Lee Greenwood - "God Bless the U.S.A." (18 juillet 2020) (18 juillet 2020)
42-1 : Wiz Khalifa featuring Charlie Puth - "See You Again" (18 avril 2015)
38-1 : Shakira featuring Wyclef Jean - "Hips Don't Lie" (17 juin 2006)
35-1 : Kelly Clarkson - "Piece by Piece" (19 mars 2016)
34-1 : J Balvin and Willy William featuring Beyoncé - "Mi Gente" (21 octobre 2017)
33-1 : Billie Eilish - "No Time to Die" (29 février 2020)
28-1 : Katy Perry - "Last Friday Night (T.G.I.F.)" (2 juillet 2011)

## Artistes ayant obtenu le plus grand nombre de numéros un
1. Taylor Swift (23)
2. Rihanna (14)
3. Justin Bieber (13) (ex aequo)
3. Drake (13) (ex aequo)
5. Katy Perry (11) (ex aequo)
5. Eminem (11) (ex aequo)
7. Bruno Mars (9) (ex aequo)
7. Beyoncé (9) (ex aequo)
10. Nicki Minaj (8) (ex aequo)
10. Lady Gaga (8) (ex aequo)
10. Ariana Grande (8) (ex aequo)

## Succès de l'artiste
Katy Perry est la première artiste dans l'histoire du numérique à dépasser les 300 000 téléchargements en ventes hebdomadaires avec huit chansons différentes. Elle l'a fait avec "Hot n Cold", "California Gurls", "Firework", "E.T.", "The One That Got Away", "Part of Me", "Roar" et "Dark Horse".
Rihanna a été nommée artiste de la décennie 2000 pour les chansons numériques.
David Cook détient le record du plus grand nombre de débuts et du plus grand nombre de chansons enregistrées en une semaine, avec 14.
Miley Cyrus est la plus jeune artiste féminine à avoir débuté à la première place avec 226 000 téléchargements pour sa chanson "Party in the U.S.A.". "Party" est également à égalité avec "Gangnam Style" de Psy pour le record du plus grand nombre de semaines à la première place sans atteindre le sommet du Billboard Hot 100, avec six semaines chacun.
Taylor Swift est la seule artiste à avoir dépassé les 500 000 téléchargements en ventes hebdomadaires avec quatre chansons différentes. Elle l'a fait avec "We Are Never Ever Getting Back Together", "I Knew You Were Trouble", "Shake It Off" et "Blank Space". Elle détient également le record du plus grand nombre de numéros un au démarrage avec 19 chansons.
Adele est la première et la seule artiste à avoir dépassé le million de téléchargements en ventes hebdomadaires avec une chanson. Elle l'a fait avec "Hello".
Ed Sheeran est le premier artiste à avoir lancé deux chansons aux deux premières places la même semaine. Il l'a fait avec "Shape of You" et "Castle on the Hill".
Lauren Daigle détient le record du meilleur démarrage d'un artiste chrétien contemporain. Elle y est parvenue lorsque "You Say" a débuté à la cinquième place du classement daté du 28 juillet 2018.
Lady Gaga est la première artiste à lancer trois chansons dans le top 10 et la première artiste à occuper les quatre premières places pour la même semaine. Elle l'a fait avec "Shallow", "I'll Never Love Again", "Always Remember Us This Way" et "Is That Alright ?" la semaine du 20 octobre 2018.
Lady Gaga est la première et la seule artiste à occuper simultanément les trois premières places pendant deux semaines consécutives. Elle y est parvenue la semaine du 20 octobre 2018 (voir ci-dessus) et dans le classement du 27 octobre 2018 avec "Shallow", "Always Remember Us This Way" et "I'll Never Love Again".